# Fulda (rijeka)
Fulda je rijeka u pokrajini Hessenu, Njemačka.
Izvire kod Wasserkuppe u planinama Rhön i protječe kroz gradove: Gersfeld, Fulda, Bad Hersfeld, Bebra, Rotenburg, Melsungen, Kassel sve do grada Hann. Münden, gdje se spaja s rijekom Werra, čineći tako rijeku Weser. Rijeka je duga 218 km

## Vanjske poveznice
|  | Zajednički poslužitelj ima još gradiva o temi Fulda |